# Меньщиково (Нижньогородська область)
Меньщиково (рос. Меньщиково) — присілок в Арзамаському районі Нижньогородської області Російської Федерації.
Населення становить 32 особи. Входить до складу муніципального утворення Чернухинська сільрада.

## Історія
Від 2009 року входить до складу муніципального утворення Чернухинська сільрада.

## Населення
| 1999 | 2002 | 2010 |
| ---- | ---- | ---- |
| 86   | ↘63  | ↘32  |